# Knapstad (przystanek kolejowy)
Knapstad – kolejowy przystanek osobowy w Knapstad, w regionie Østfold w Norwegii, jest oddalony od Oslo Sentralstasjon o 41,79 km i 17,48 km od Ski. 

## Ruch pasażerski
Należy do linii Østfoldbanens østre linje. Jest elementem - kolei aglomeracyjnej w Oslo - w systemie SKM ma numer  560.  Obsługuje Rakkestad, Mysen, Ski i Oslo Sentralstasjon i Skøyen. Pociągi odjeżdżają co godzinę. Jest to ich jedyne miejsce zatrzymania między Oslo i Ski.

## Obsługa pasażerów
Poczekalnia, wiata, parking na 15 miejsc, parking rowerowy. Odprawa podróżnych odbywa się w pociągu.